# Lestari (Kisaran Timur)
Lestari is een bestuurslaag in het regentschap Asahan van de provincie Noord-Sumatra, Indonesië. Lestari telt 8475 inwoners (volkstelling 2010).